# Richard Velkley
Richard Velkley (n. 17 de marzo de 1949) es un filósofo estadounidense y Celia Scott Weatherhead Distinguished Professor of Philosophy en la Universidad Tulane. Es conocido por su expertiz en Rousseau, Kant y filosofía poskantiana. Ha sido editor asociado del The Review of Metaphysics (1977-2006) y presidente de Sociedad Metafísica de América (2017-8). También fue supervisor doctoral de Gregory Johnson, académico especializado en Kant y uno de los principales ideólogos de la derecha alternativa.

## Filosofía
Sus obras tratan cuestiones sobre el estado de la razón filosófica y su relación con la sociedad y la política desde finales del siglo XVIII: los principios del pensamiento ilustrado y su revisión, crítica y, a veces, rechazo total; concepciones de la libertad y su papel en los intentos de abordar la división y alienación social y psíquica; el giro hacia la experiencia estética y la educación estética; críticas a la modernidad inspiradas en el pensamiento antiguo; el significado y las consecuencias del giro histórico en la filosofía moderna; relatos de crisis en la tradición filosófica y análisis críticos de los fundamentos de la tradición. 
Él concibe el estudio de la historia de la filosofía como una forma de tomar conciencia de las perplejidades persistentes en la vida humana que permanecen sin resolver en el período moderno. Su investigación histórica parte de la crítica de Rousseau a la filosofía moderna y considera las respuestas de pensadores posteriores a ella, en primer lugar Kant.

## Libros
- Freedom and the End of Reason: On the Moral Foundation of Kant's Critical Philosophy (University of Chicago Press, 1989, reprint 2014).
- Being after Rousseau: Philosophy and Culture in Question (University of Chicago Press, 2002).
- Heidegger, Strauss, and the Premises of Philosophy: On Original Forgetting (University of Chicago Press, 2011).
- Leo Strauss on Nietzsche's Thus Spoke Zarathustra (ed.) (University of Chicago Press, 2017).
- The Unity of Reason: Essays on Kant's Philosophy by Dieter Henrich (Harvard University Press, 1994).
- Freedom and the Human Person (ed.), Studies in Philosophy and the History of Philosophy, vol. 48 (Catholic University of America Press, 2007).
- Kant's 'Observations' and 'Remarks': A Critical Guide, edited by Susan Shell and Richard Velkley (Cambridge University Press, 2012).
- The Linguistic Dimension of Kant's Thought: Historical and Critical Essays, edited by Frank Schalow & Richard Velkley (Northwestern University Press, 2014).